# لوئیس گارنر
لوئیس گارنر (انگلیسی: Louis Garner؛ زادهٔ ۳۱ اکتبر ۱۹۹۴) بازیکن فوتبال اهل بریتانیا است.
از باشگاه‌هایی که در آن بازی کرده‌است می‌توان به باشگاه فوتبال کاونتری سیتی اشاره کرد.